# سامانه بسته

از راست به چپ: ۱.سامانه باز: تبادل جرم و انرژی با محیط دارد. ۲.سامانه بسته: تبادل انرژی با محیط دارد ولی جرم آن ثابت است. ۳.سامانه منزوی: هیچ تبادل جرم یا انرژی با محیط ندارد.

سامانه بسته (انگلیسی: Closed system) به یک سامانه فیزیکی اطلاق می‌گردد که هیچگونه تبادل جرم با محیط پیرامون خود ندارد. لذا سیستم دارای جرم ثابتی میباشد و انرژی می‌تواند بین سیستم ترمودینامیکی و محیط مبادله شود یا اینکه در اثر انجام یک واکنش مواد درون سیستم تغییر کند. ویژگی‌های نوع انتقال جرم و انرژی در سامانه‌های بسته، در مباحث فیزیک، شیمی و مهندسی، متفاوت می‌باشد. سامانه بسته، سامانه‌ای ساده است که با محیط پیرامون خود، ارتباط برقرار نمی‌کند و اغلب با استفاده از نیروهای درونی و بدون ارتباط با محیط خارج می‌تواند به کار خود ادامه دهد.